# Борискин, Иван Дмитриевич
Иван Дмитриевич Борискин (27 июня 1926, Карабановка, Тульская губерния — 28 августа 1975, Плавск, Тульская область) — командир отделения 83-го гвардейского стрелкового полка, гвардии сержант.

## Биография
Родился 27 июня 1926 года в деревне Карабановка Плавского района Тульской области. Окончил 7 классов, ремесленное училище № 9 в городе Щёкино Тульской области. В начале Великой Отечественной войны вынужден был остаться на оккупированной территории, по возрасту ещё не был призван в армию.
В декабре 1943 года был призван в Красную армию Плавским райвоенкоматом. С июня 1944 года воевал в составе 83-го гвардейского стрелкового полка 27-й гвардейской стрелковой дивизии на 1-м Белорусском фронте. В июле 1944 года, за отличие при форсирование реки Западный Буг, ефрейтор Борискин получил первую боевую награду — медаль «За отвагу».
1 августа 1944 года гвардии ефрейтор Борискин, командуя бойцами, форсировал реку Висла в районе города Демблин, ворвался в расположение противника, подавил 3 огневые точки, захватил вражескую пушку, истребил много противников. Участвовал в последующих боях по овладению Магнушевским плацдармом. Был представлен к награждению орденом Красной Звезды, но статус награды командиром дивизии был изменён. Через несколько дней, в боях за расширения плацдарма, Борискин вновь отличился.
5-11 августа 1944 года у населённого пункта Закшев гвардии ефрейтор Борискин в числе первых с отделением проник в траншею врага. В рукопашном бою с пятью гитлеровцами сразил троих, остальных обратил в бегство.
Приказом по частям 27-й гвардейской стрелковой дивизии от 18 августа 1944 года гвардии ефрейтор Борискин Иван Дмитриевич награждён орденом Славы 3-й степени.
Приказом по войскам 8-й гвардейской армией от 12 ноября 1944 года гвардии ефрейтор Борискин Иван Дмитриевич награждён орденом Славы 2-й степени.
На завершающем этапе войны сержант Борискин воевал уже в полковой разведке. Участвовал в форсировании реки Одер, в одном из боёв на плацдарме поджёг гранатами танк. Накануне Берлинской операции, в ночь на 14 апреля, в составе разведывательной группы проник в тыл противника, выявил его огневые точки и укрепления. При возвращении к своим группа была обнаружена, в завязавшемся бою гвардии сержант Борискин был тяжело ранен.
Очнулся уже в госпитале. В результате ранения стал инвалидом: была ампутирована нога и ограничена подвижность руки. В 1946 году вернулся на родину. Работал мастером пошива мужской одежды в Плавской артели инвалидов.
В октябре 1947 года военным комиссаром Плавского района Тульской области был представлен к награждению орденом Отечественной войны 2-й степени. Командующим Московским военным округом статус награды был изменён на орден Славы 3-й степени, в наградном листе в строке о наградах была отметка «не награждался».
Указом Президиума Верховного Совета СССР от 6 ноября 1947 года гвардии сержант Борискин Иван Дмитриевич награждён орденом Славы 3-й степени.
Ещё через несколько лет ошибка в награждениях была исправлена.
Указом Президиума Верховного Совета СССР от 31 марта 1956 года в порядке перенаграждения Борискин Иван Дмитриевич награждён орденом Славы 1-й степени. Стал полным кавалером ордена Славы.
Жил в городе Плавск. Скончался 28 августа 1975 года.
Награждён орденами Славы 1-й, 2-й, 3-й степеней, медалями, в том числе медалью «За отвагу».